# Lilian Rao-Lisoa
Lilian Rao-Lisoa (Angers, 16 giugno 2000) è un calciatore francese, difensore dell'Angers.

## Carriera
Rao-Lisoa è di origine martinicana e malgascia. Nato ad Angers, si è trasferito con la sua famiglia a Tolosa all'età di due anni. Ha iniziato a giocare a calcio a 7 anni con l'A. A. Grisolles, prima di trasferirsi al Tolosa FC nel 2011. In seguito ha giocato per l'AS Muret. nel 2017 nell'Angers.
Nel 2018 è stato promosso nella squadra riserve. Nel gennaio del 2023 ha iniziato ad allenarsi con la prima squadra. Ha fatto il suo debutto professionistico il 15 gennaio 2023 come subentrante nella sconfitta per 2-1 contro il Clermont Foot in Ligue 1.

## Statistiche

### Presenze e reti nei club
Statistiche aggiornate al 15 dicembre 2024.
| Stagione        | Squadra         | Campionato      | Campionato | Campionato | Coppe nazionali | Coppe nazionali | Coppe nazionali | Coppe continentali | Coppe continentali | Coppe continentali | Altre coppe | Altre coppe | Altre coppe | Totale | Totale |
| Stagione        | Squadra         | Comp            | Pres       | Reti       | Comp            | Pres            | Reti            | Comp               | Pres               | Reti               | Comp        | Pres        | Reti        | Pres   | Reti   |
| --------------- | --------------- | --------------- | ---------- | ---------- | --------------- | --------------- | --------------- | ------------------ | ------------------ | ------------------ | ----------- | ----------- | ----------- | ------ | ------ |
| 2019-2020       | Angers 2        | N2              | 12         | 0          | -               | -               | -               | -                  | -                  | -                  | -           | -           | -           | 12     | 0      |
| 2020-2021       | Angers 2        | N2              | 0          | 0          | -               | -               | -               | -                  | -                  | -                  | -           | -           | -           | 0      | 0      |
| 2021-2022       | Angers 2        | N2              | 15         | 1          | -               | -               | -               | -                  | -                  | -                  | -           | -           | -           | 15     | 1      |
| 2022-2023       | Angers 2        | N2              | 21         | 0          | -               | -               | -               | -                  | -                  | -                  | -           | -           | -           | 21     | 0      |
| Totale Angers 2 | Totale Angers 2 | Totale Angers 2 | 48         | 1          |                 | -               | -               |                    | -                  | -                  |             | -           | -           | 48     | 1      |
| 2022-2023       | Angers          | L1              | 7          | 1          | CF              | 1               | 0               | -                  | -                  | -                  | -           | -           | -           | 8      | 1      |
| 2023-2024       | Angers          | L2              | 36         | 1          | CF              | 3               | 0               | -                  | -                  | -                  | -           | -           | -           | 37     | 3      |
| 2024-2025       | Angers          | L1              | 11         | 0          | CF              | -               | -               | -                  | -                  | -                  | -           | -           | -           | 11     | 0      |
| Totale Angers   | Totale Angers   | Totale Angers   | 54         | 2          |                 | 4               | 0               |                    | -                  | -                  |             | -           | -           | 58     | 2      |
| Totale carriera | Totale carriera | Totale carriera | 102        | 3          |                 | 4               | 0               |                    | -                  | -                  |             | -           | -           | 106    | 3      |